# وینتروپ (ایندیانا)
وینتروپ (به انگلیسی: Winthrop) یک منطقهٔ مسکونی در ایالات متحده آمریکا است که در شهرستان وارن، ایندیانا واقع شده‌است. وینتروپ ۲۰۹ متر بالاتر از سطح دریا واقع شده‌است.